# Fincantieri
Fincantieri S.p.A. é um estaleiro italiano voltado a construção de navios de grande porte com sede na cidade de Trieste.